# تیم ملی والیبال زنان ایسلند
تیم ملی والیبال زنان ایسلند (انگلیسی: Iceland women's national volleyball team) تیم ملی والیبال مختص زنان ایسلندی است که به عنوان نماینده ایسلند در رقابت‌های رسمی و دوستانه با حریفان به رقابت می‌پردازند.